# Quentin Richardson
Quentin L. Richardson (Chicago, 13 aprile 1980) è un ex cestista e dirigente sportivo statunitense, professionista nella NBA.

## Carriera
Dopo aver giocato a livello liceale per la Whitney Young High School di Chicago, Illinois è passato alla DePaul University, dove in due anni ha segnato 17,9 punti di media a partita. Finita la carriera NCAA è stato scelto nel draft NBA 2000 al primo giro con il numero 18 dai Los Angeles Clippers.
Giocatore di sicuro talento ma anche tatticamente molto indisciplinato, ai tempi dei Clippers faceva coppia fissa con il "gemello" Darius Miles. Dopo una breve parentesi ai Phoenix Suns è passato ai New York Knicks della controversa gestione Isiah Thomas. Nella notte del Draft NBA 2009 passa ai Memphis Grizzlies, poi in poco meno di due mesi prima torna ai Los Angeles Clippers, poi passa ai Minnesota Timberwolves per approdare infine ai Miami Heat in cambio di Mark Blount. Nonostante un'estate così turbolenta, Richardson non si lascia distrarre dai continui trasferimenti e sta finora disputando una buona stagione negli Heat, con i quali parte titolare all'ala piccola.
Nella stagione 2004-05 ha guidato la NBA come numero di tiri da tre tentati e realizzati. A livello statistico la sua miglior stagione è stata l'ultima ai Los Angeles Clippers, chiusa con 17,2 punti di media a partita in oltre 36 minuti di utilizzo, la sua media punti in carriera si attesta per ora a quota 12,1.
Il 16 aprile 2013 viene nuovamente tesserato dai New York Knicks.
Ha giocato il rookie All-Star Game nei suoi primi due anni da pro, ai tempi del college è stato freshmen dell'anno della Conference USA nel 1998-99 e nel primo quintetto della stessa conference l'anno successivo. Ha fatto parte anche della nazionale juniores americana.
Viene nominato director of player development nell'agosto 2014 per i Detroit Pistons, per cui ha ricoperto anche la posizione di scout nel 2016-17.

## Statistiche

### NCAA
| Anno      | Squadra          | PG | PT | MP   | TC%  | 3P%  | TL%  | RP   | AP  | PRP | SP  | PP   |
| --------- | ---------------- | -- | -- | ---- | ---- | ---- | ---- | ---- | --- | --- | --- | ---- |
| 1998-1999 | DePaul B. Demons | 31 | -  | 33,5 | 47,8 | 34,6 | 74,3 | 10,5 | 1,0 | 0,8 | 0,3 | 18,9 |
| 1999-2000 | DePaul B. Demons | 33 | -  | 34,8 | 43,2 | 38,4 | 70,6 | 9,8  | 2,2 | 1,1 | 0,3 | 17,0 |
| Carriera  | Carriera         | 64 | -  | 34,2 | 45,4 | 36,9 | 72,8 | 10,2 | 1,6 | 0,9 | 0,3 | 17,9 |

### NBA

#### Regular season
| Anno      | Squadra       | PG  | PT  | MP   | TC%  | 3P%  | TL%   | RP   | AP  | PRP | SP  | PP   |
| --------- | ------------- | --- | --- | ---- | ---- | ---- | ----- | ---- | --- | --- | --- | ---- |
| 2000-2001 | L.A. Clippers | 76  | 28  | 17,9 | 44,2 | 33,1 | 62,7  | 3,4  | 0,8 | 0,6 | 0,1 | 8,1  |
| 2001-2002 | L.A. Clippers | 81  | 0   | 26,6 | 43,2 | 38,1 | 76,5  | 4,1  | 1,6 | 1,0 | 0,3 | 13,3 |
| 2002-2003 | L.A. Clippers | 59  | 13  | 23,2 | 37,2 | 30,8 | 68,5  | 4,8  | 0,9 | 0,6 | 0,2 | 9,4  |
| 2003-2004 | L.A. Clippers | 65  | 64  | 36,0 | 39,8 | 35,2 | 74,0  | 6,4  | 2,1 | 1,0 | 0,3 | 17,2 |
| 2004-2005 | Phoenix Suns  | 79  | 78  | 35,9 | 38,9 | 35,8 | 73,9  | 6,1  | 2,0 | 1,2 | 0,3 | 14,9 |
| 2005-2006 | N.Y. Knicks   | 55  | 43  | 26,2 | 35,5 | 34,0 | 67,0  | 4,2  | 1,6 | 0,7 | 0,1 | 8,2  |
| 2006-2007 | N.Y. Knicks   | 49  | 47  | 33,1 | 41,8 | 37,6 | 69,2  | 7,2  | 2,2 | 0,7 | 0,1 | 13,0 |
| 2007-2008 | N.Y. Knicks   | 65  | 65  | 28,3 | 35,9 | 32,2 | 68,2  | 4,8  | 1,8 | 0,7 | 0,2 | 8,1  |
| 2008-2009 | N.Y. Knicks   | 72  | 51  | 26,3 | 39,3 | 36,5 | 76,1  | 4,4  | 1,6 | 0,7 | 0,1 | 10,2 |
| 2009-2010 | Miami Heat    | 76  | 75  | 27,4 | 43,1 | 39,7 | 73,2  | 4,9  | 1,2 | 0,9 | 0,2 | 8,9  |
| 2010-2011 | Orlando Magic | 57  | 19  | 16,8 | 34,1 | 28,8 | 75,0  | 3,1  | 0,7 | 0,4 | 0,1 | 4,4  |
| 2011-2012 | Orlando Magic | 48  | 3   | 18,0 | 37,6 | 34,7 | 83,3  | 2,6  | 0,8 | 0,6 | 0,1 | 4,5  |
| 2012-2013 | N.Y. Knicks   | 1   | 0   | 29,0 | 9,1  | 25,0 | 100,0 | 10,0 | 1,0 | 0,0 | 0,0 | 5,0  |
| Carriera  | Carriera      | 783 | 486 | 26,5 | 39,7 | 35,5 | 71,8  | 4,7  | 1,5 | 0,8 | 0,2 | 10,3 |

#### Play-off
| Anno     | Squadra       | PG | PT | MP   | TC%  | 3P%  | TL%   | RP  | AP  | PRP | SP  | PP   |
| -------- | ------------- | -- | -- | ---- | ---- | ---- | ----- | --- | --- | --- | --- | ---- |
| 2005     | Phoenix Suns  | 15 | 15 | 37,6 | 40,3 | 39,0 | 63,9  | 5,1 | 1,7 | 1,3 | 0,2 | 11,9 |
| 2010     | Miami Heat    | 5  | 5  | 29,8 | 40,0 | 40,9 | 80,0  | 3,8 | 1,6 | 1,6 | 0,2 | 9,8  |
| 2011     | Orlando Magic | 6  | 1  | 16,3 | 53,3 | 50,0 | 100,0 | 2,5 | 0,3 | 0,2 | 0,2 | 3,8  |
| 2012     | Orlando Magic | 5  | 0  | 14,8 | 33,3 | 28,6 | -     | 4,4 | 0,4 | 0,2 | 0,0 | 2,4  |
| 2013     | N.Y. Knicks   | 5  | 0  | 2,8  | 33,3 | 40,0 | -     | 0,6 | 0,0 | 0,0 | 0,0 | 1,2  |
| Carriera | Carriera      | 36 | 21 | 25,0 | 40,4 | 39,7 | 67,4  | 3,8 | 1,0 | 0,8 | 0,1 | 7,5  |

#### Massimi in carriera
- Massimo di punti: 44 vs Denver Nuggets (31 dicembre 2003)[1]
- Massimo di rimbalzi: 16 (2 volte)
- Massimo di assist: 9 vs Phoenix Suns (13 aprile 2004)
- Massimo di palle rubate: 4 (9 volte)
- Massimo di stoppate: 2 (18 volte)
- Massimo di minuti giocati: 56 vs Memphis Grizzlies (1º novembre 2006)

## Palmarès
- IHSA State Championship, Whitney Young (1998)
- McDonald's All American (1998)
- Conference USA Player of the Year (1999)
- Conference USA Freshman of the Year (1999)
- USBWA National Freshman of the Year (1999)
- NBA All-Star Weekend Three-Point Shootout champion (2005)
- 100 Legends of the IHSA Boys Basketball Tournament